# 1857 en musique
| \| • Retour à la chronologie générale de la musique populaire • \| |
| XXIe siècle • XXe siècle • XIXe siècle • XVIIIe siècle XVIIe siècle • XVIe siècle • XVe siècle • XIVe siècle XIIIe siècle • XIIe siècle • XIe siècle • Xe siècle IXe siècle • VIIIe siècle • Haut Moyen Âge • Rome • Grèce |
| • Retour à la chronologie générale de la musique populaire • |

| • Retour à la chronologie générale de la musique populaire • |

| Années de la musique populaire : 1854 - 1855 - 1856 - 1857 - 1858 - 1859 - 1860    |
| Décennies de la musique populaire : 1820 - 1830 - 1840 - 1850 - 1860 - 1870 - 1880 |

## Événements

Refrain de Jingle Bells

- 25 mars : l'inventeur français Édouard-Léon Scott de Martinville dépose le brevet du phonautographe, traçant sur le papier des courbes représentant les ondes sonores, et présenté comme un appareil pour enregistrer le son.
- 16 septembre : première publication du chant américain de Noël Jingle Bells écrit par James Pierpont à Boston, sous le titre One Horse Open Sleigh.

## Naissances

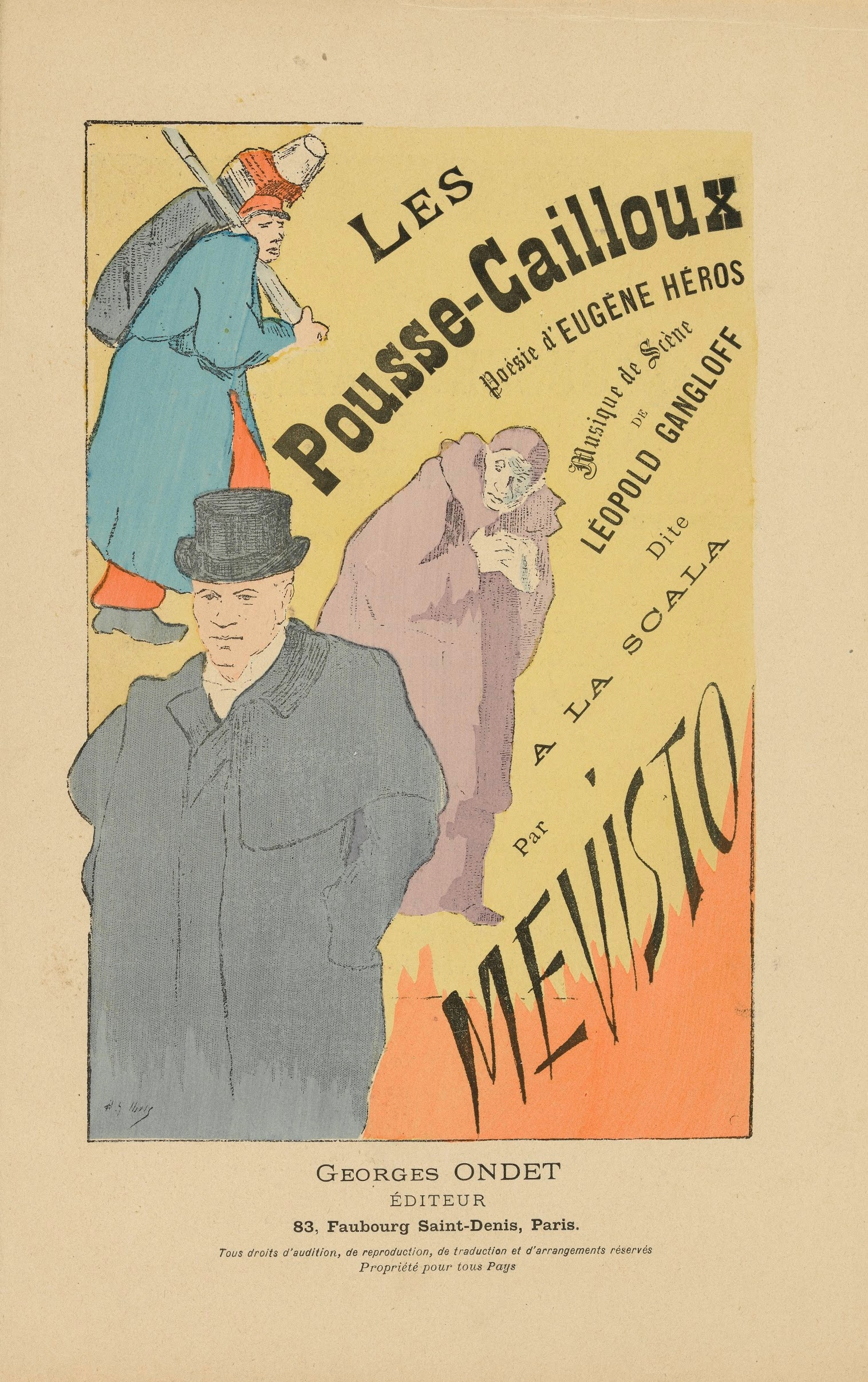
Les Pousse-Cailloux, poésie d'Eugène Héros, mise en musique et représentée à la Scala par Jules Mévisto. en 1893

- 28 février : Gustave Kerker, compositeur et chef d'orchestre allemand qui a fait carrière à Londres et aux États-Unis, auteur de la musique de nombreuses comédies musicales, mort en 1923.
- 5 juillet : Julien Tiersot, ethnomusicologue et compositeur français, mort en 1936.
- 17 novembre : Jules Mévisto, chanteur de café-concert, acteur de pantomime et chansonnier français, mort en 1918.
- 10 décembre : Léon de Bercy, chansonnier français, mort en 1915.

## Décès
- Date précise inconnue :
  - Jean-Baptiste Dalès, goguettier, poète et chansonnier français, né en 1802.